# Sietas Typ 156
Der Typ 156 ist ein Container-Feederschiffstyp der Sietas-Werft in Hamburg-Neuenfelde. Im Jahr 1995 entstanden zunächst drei Einheiten dieser Baureihe, zwei weitere wurden im Herbst 2000 abgeliefert.

## Geschichte

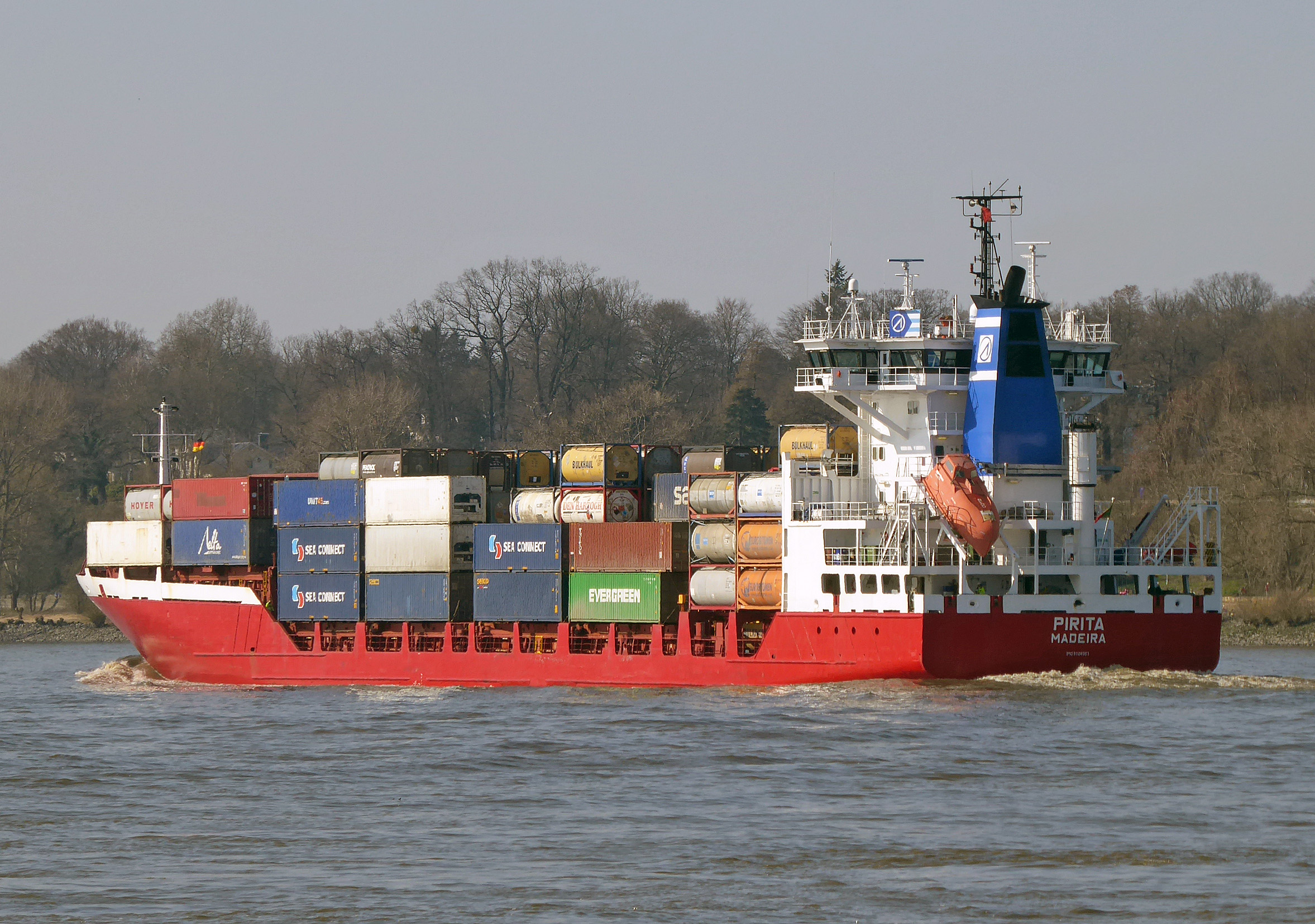
Heckansicht der Pirita (ehemals Nova)

Das Typschiff der Baureihe ist die Nova, die von der in Cuxhaven ansässigen Korrespondentreederei Rainer Fred August Drevin für die Partenreederei MS „Nova“ Rainer Drevin KG bestellt worden war. Ihre Kiellegung fand am 24. Juni 1994 statt. Das Schiff lief am 18. Oktober 1995 vom Stapel, absolvierte am 15. November seine Probefahrt und wurde am 18. November 1995 von Sietas abgeliefert. Nach verschiedenen Vercharterungen ging es am 26. April 2006 zum Kaufpreis von 12,55 Millionen € an die estnische Reederei Amisco und erhielt den Namen Pirita.
Das zweite und dritte Schiff gab die Korrespondentreederei Heinz Freese aus Drochtersen für die in Stade ansässigen Partenreedereien MS „Arctic Fox“ Heinz & Kai Freese KG und MS „Arctic Ocean“ Heinz & Kai Freese KG in Auftrag. Die Ablieferung der Arctic Ocean erfolgte am 8. Dezember 1995, die der Arctic Fox am 4. Januar 1996. Die niederländische Unternehmensgruppe JR Shipping erwarb beide Schiffe im Sommer 2007 und setzte sie unter den Namen Electra und Elusive ein. Im Juli 2012 wurden sie getrennt voneinander verkauft. Die Electra (ehemals Artic Fox) ging an die Reederei Oost Atlantic Lijn und bekam den Namen Atlantic Coast. Die Elusive (ehemals Artic Ocean) wurde von der Reederei Visser Shipping übernommen und in Njord umbenannt.
Der Korrespondentreeder Rainer Fred August Drevin bestellte Ende der 1990er Jahre mit der Maike ein weiteres Schiff des Typs 156. Der Eigner war die Partenreederei MS „Neubau 1151“ GmbH & Co. KG. Die Maike wurde bereits vor Fertigstellung an die britische Reederei Borchard Lines verchartert und am 3. November 2000 von der Werft als Katherine Borchard abgeliefert. Nach Ende dieser Vercharterung erhielt sie im Juni 2002 den Namen Maike D.
Das letzte Schiff der Serie orderte die Korrespondentreederei Gerd Bartels aus Neu Wulmstorf für die MS „Jessica“ Schiffahrts GmbH & Co. KG. Auch die Jessica wurde vor ihrer Fertigstellung an Borchard Lines verchartert. Ihre Ablieferung erfolgte am 2. Dezember 2000 als Lucy Borchard. Ab Oktober 2002 setzte Reederei Bartels das Schiff als Jessica B selbst ein. Es wurde im August 2016 von der russischen Kamchatka Shipping Company übernommen und erhielt den Namen Ivan Kapralov. Das Schiff läuft seitdem im Liniendienst zwischen Wladiwostok und Petropawlowsk-Kamtschatski (Stand Juni 2019).

## Technik

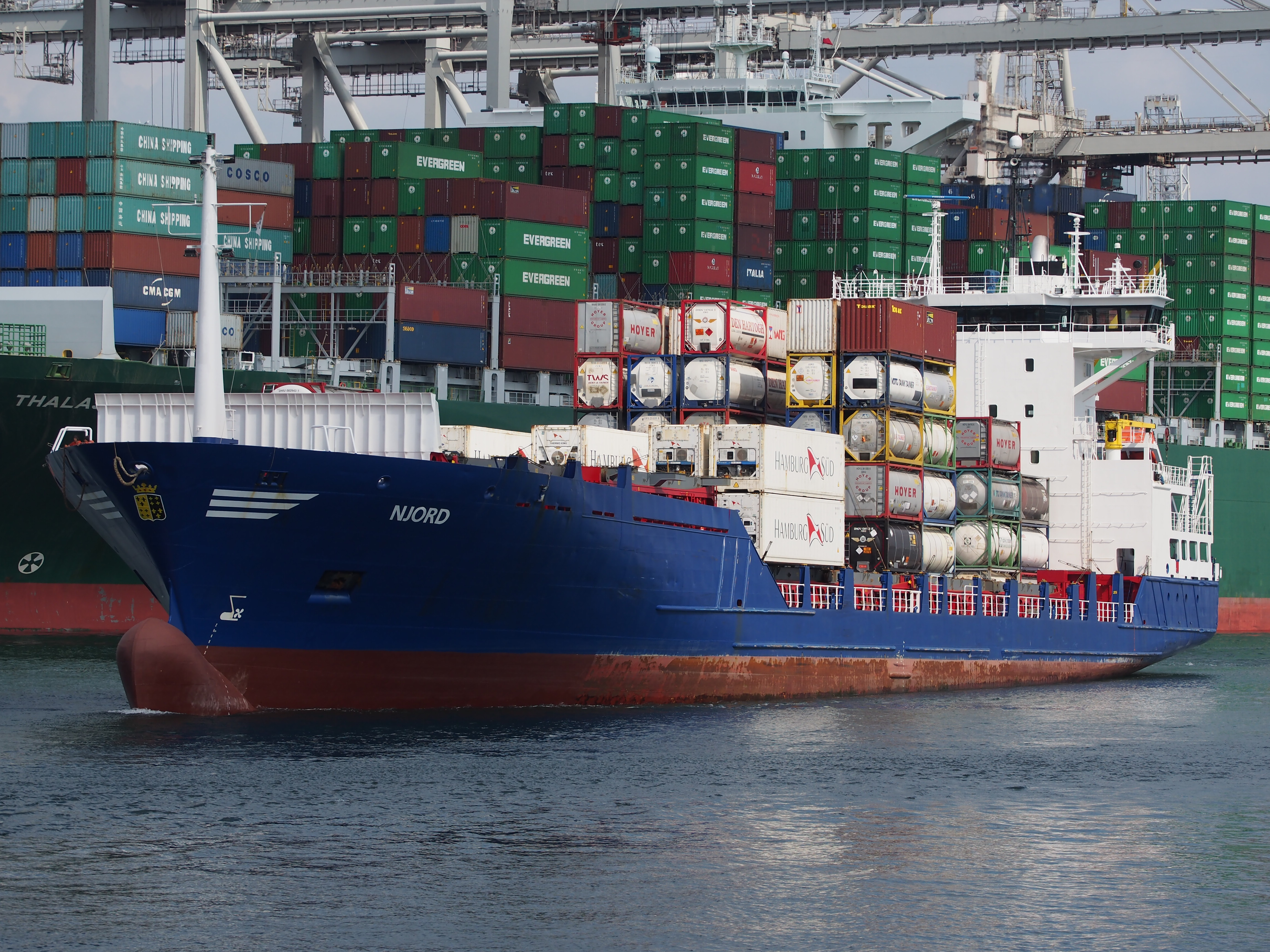
Die Njord (ehemals Arctic Ocean)

Die in Sektionsbauweise gefertigten Schiffe des Typs 156 sind rund 133,00 Meter lang und 18,70 Meter breit. Sie haben verstärkte Rümpfe und sind für Eisdicken von bis zu 80 Zentimeter ausgelegt (Eisklasse E3). Die Tragfähigkeit der einzelnen Einheiten variiert zwischen 7.946 dwt (Nova) und 8.002 dwt (Arctic Ocean). Sie können bis zu 660 20-Fuß-Standardcontainer (TEU) oder alternativ bis zu 327 40-Fuß-Standardcontainer (FEU) transportieren. Bei einem Durchschnittsgewicht von 14 t je Container dürfen aus Stabilitätsgründen maximal 405 TEU geladen werden.
Der Typ 156 besitzt vier kastenförmige Laderäume mit hydraulischen Faltlukendeckeln. Die Laderäume sind mit Cellguides ausgerüstet und verfügen über eine Kapazität von 206 TEU oder alternativ von 100 FEU. Ein Transport von Containern mit Sondermaßen ist möglich, wobei insgesamt bis zu 117 45-Fuß-Container (davon 87 an Deck) oder bis zu 451 30-Fuß-Container (davon 344 an Deck) gestaut werden können. An Deck befinden sich Anschlüsse für 100 Kühlcontainer. Die Tankdecke der Laderäume 1 und 2 ist mit 96 t je TEU-Stapel (136 t je FEU-Stapel) belastbar, die der Laderäume 3 und 4 mit 81 t je TEU-Stapel (102 t je FEU-Stapel). Die Lukendeckel sind für eine Belastung von 45 t je TEU-Stapel (65 t je FEU-Stapel) ausgelegt.
Die Schiffe werden von einem 6.600 kW leistenden Schiffsdieselmotor des Typs MaK 6M601C angetrieben, der über ein Untersetzungsgetriebe auf einen Verstellpropeller wirkt. Für An- und Ablegemanöver besitzen sie ein elektrisch angetriebenes Bugstrahlruder mit 720 kW Leistung. An Bord befinden sich zwei Dieselgeneratoren und ein Wellengenerator zur Stromerzeugung. Zusätzlich wurde ein Notgenerator verbaut.

## Die Schiffe
| Sietas Typ 156 | Sietas Typ 156 | Sietas Typ 156 | Sietas Typ 156                    | Sietas Typ 156                         | Sietas Typ 156 |
| Bauname        | Bau- nummer    | IMO- Nummer    | Kiellegung Stapellauf Ablieferung | Auftraggeber                           | Umbenennungen und Verbleib |
| -------------- | -------------- | -------------- | --------------------------------- | -------------------------------------- | --- |
| Nova           | 1082           | 9108063        | 24.06.1994 18.10.1995 18.11.1995  | KR Rainer Fred August Drevin, Cuxhaven | 6/1996 Norasia Adria, 4/1997 Nova, 12/1998 OOCL Neva, 5/2001 Nova, 4/2006 Pirita, 5/2009 WEC Majorelle, 9/2010 Pirita, so 2024 in Fahrt |
| Arctic Ocean   | 1110           | 9123805        | 10.06.1994 08.11.1995 08.12.1995  | KR Heinz Freese, Drochtersen           | 7/1996 Norasia Arabia, 10/1997 Arctic Ocean, 6/2007 Elusive, 7/2012 Njord, 11/2020 Jord, 9/2021 Jordania, so 2024 in Fahrt              |
| Arctic Fox     | 1097           | 9129469        | 15.07.1994 08.12.1995 04.01.1996  | KR Heinz Freese, Drochtersen           | 11/1998 OOCL Nevskiy, 4/2001 OOCL Narva, 7/2004 Arctic Fox, 7/2007 Electra, 7/2012 Atlantic Coast, 9/2021 Perseus, so 2024 in Fahrt     |
| Maike          | 1151           | 9226372        | 04.03.1999 26.09.2000 03.11.2000  | KR Rainer Fred August Drevin, Cuxhaven | abgeliefert als Katherine Borchard, 6/2002 Maike D, so 2024 in Fahrt                                                                    |
| Jessica        | 1152           | 9226384        | 04.03.1999 05.11.2000 02.12.2000  | KR Gerd Bartels, Neu Wulmstorf         | abgeliefert als Lucy Borchard, 8/2002 Jessica, 10/2002 Jessica B, 8/2016 Ivan Kapralov, so 2024 in Fahrt                                |